# Süßkartoffel

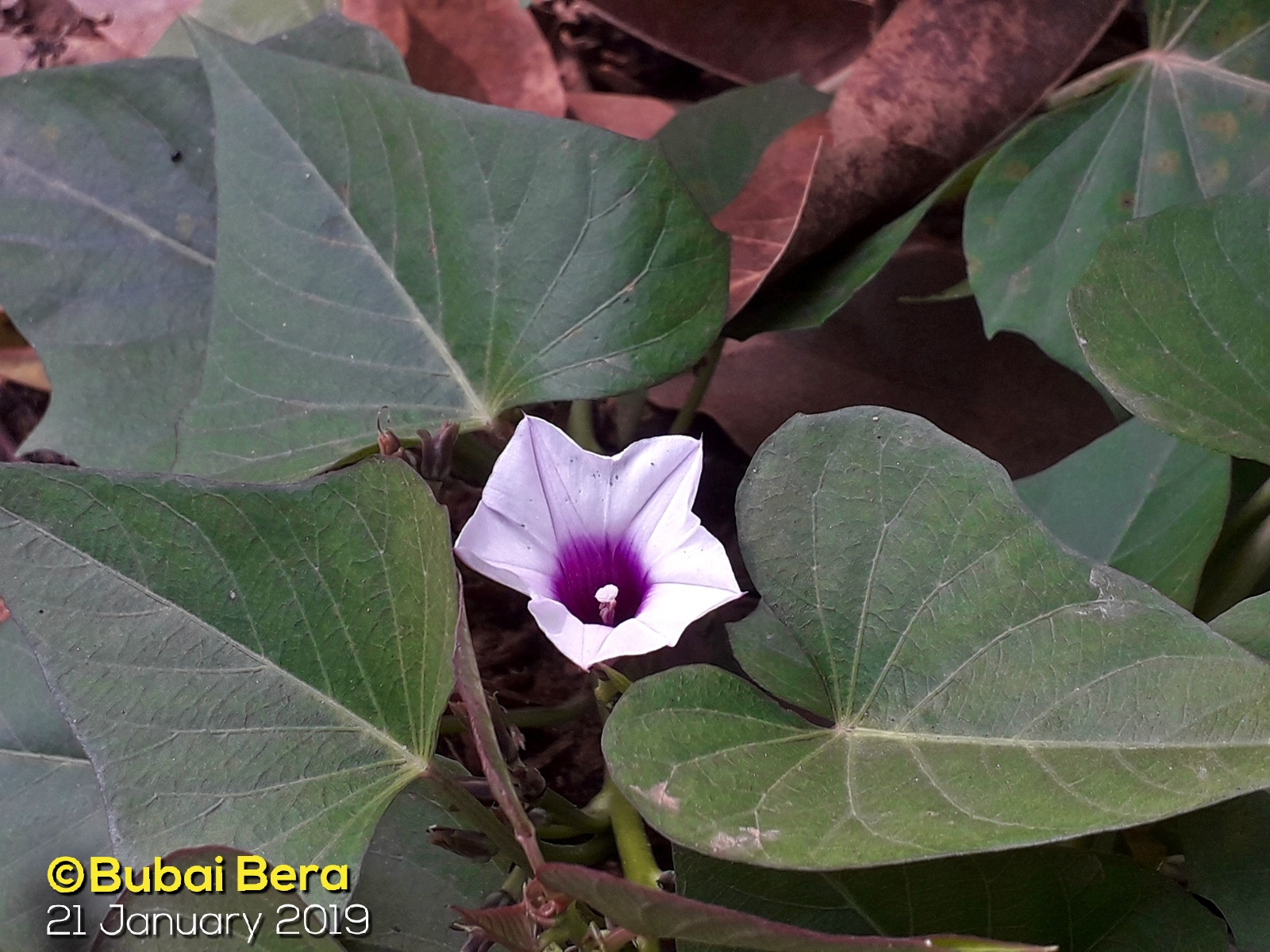
Süßkartoffel (Ipomoea batatas)

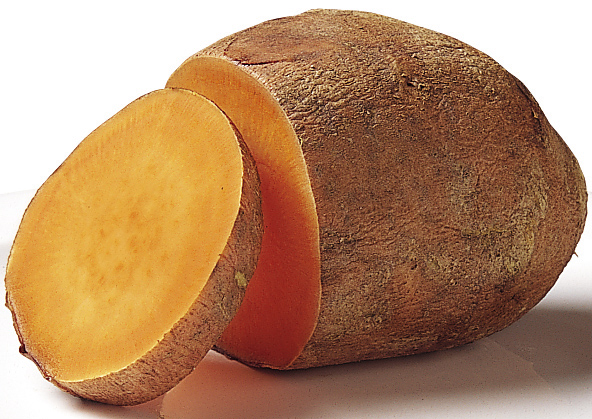
Querschnitt durch eine Knolle

Die Süßkartoffel (Ipomoea batatas, auch Batate, Weiße Kartoffel oder Knollenwinde genannt) ist eine Nutzpflanze, die zur Familie der Windengewächse (Convolvulaceae) in der Ordnung der Nachtschattenartigen (Solanales) gehört. Mit der Kartoffel, die zur Familie der Nachtschattengewächse zählt, ist die Süßkartoffel somit nur entfernt verwandt.
Vor allem die unterirdischen Speicherwurzeln, teilweise die Laubblätter, werden als Nahrungsmittel genutzt. Ursprünglich stammt sie aus den tropischen Gebieten Südamerikas. Mit einer Jahresernte von etwa 92 Millionen Tonnen (Stand: 2018) befindet sie sich – nach Kartoffeln (Solanum tuberosum) und Maniok (Manihot esculenta) – auf dem dritten Platz der Weltproduktion von Wurzel- und Knollennahrungspflanzen. Der größte Produzent der Süßkartoffel ist die Volksrepublik China.

## Beschreibung

### Oberirdische vegetative Teile

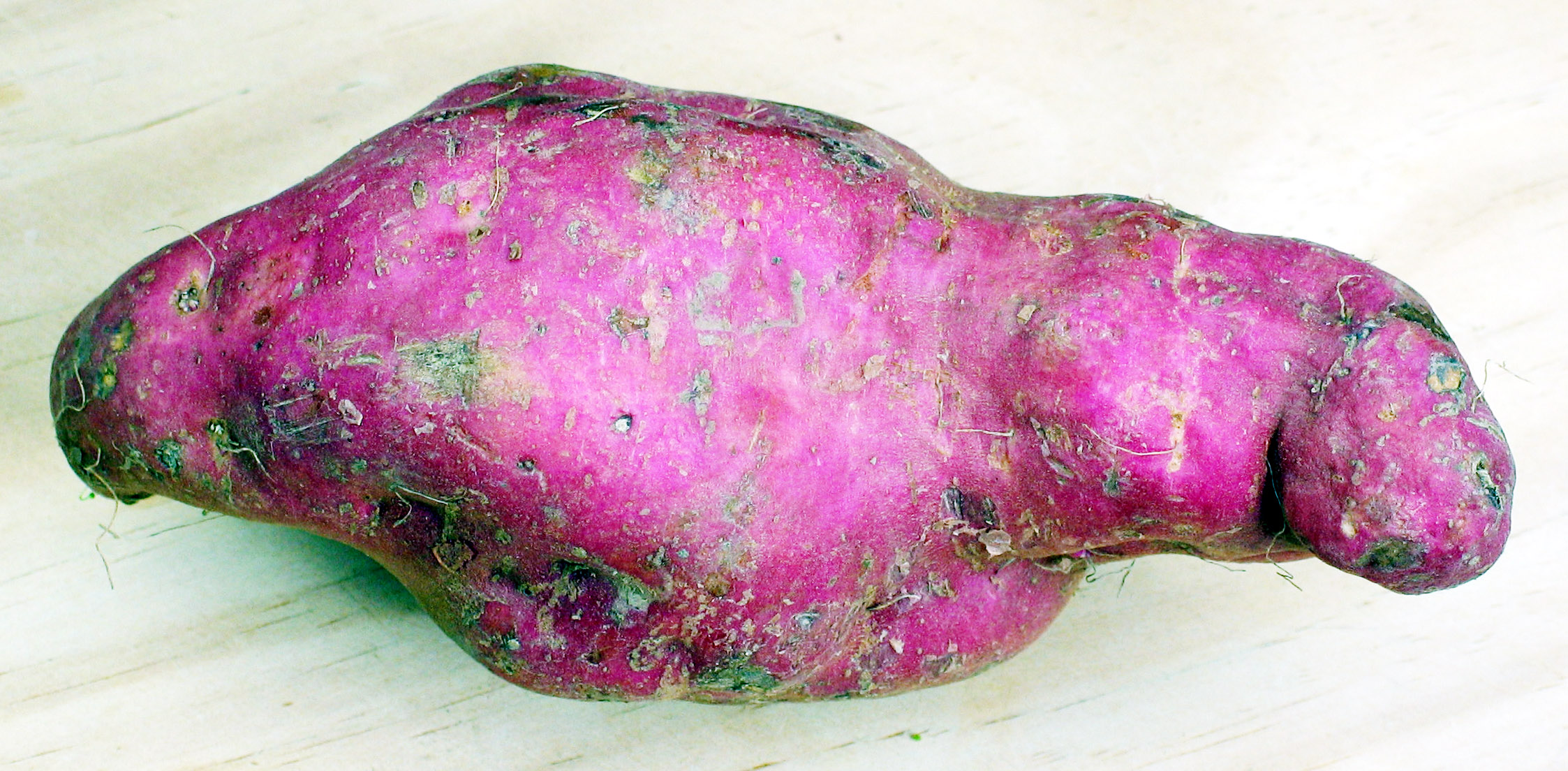
Batate oder Süßkartoffel Ipomoea batatas

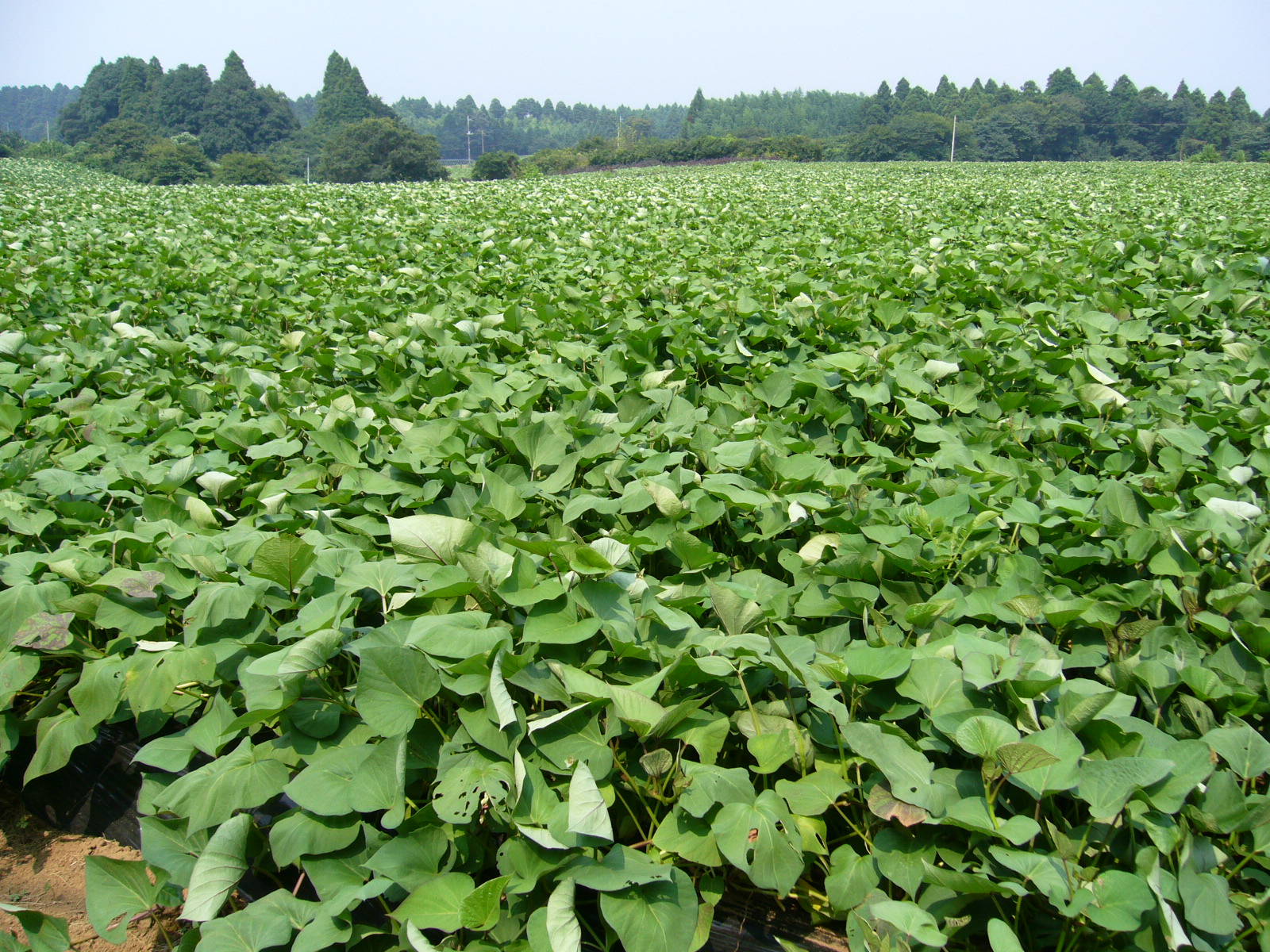
Süßkartoffel-Feld

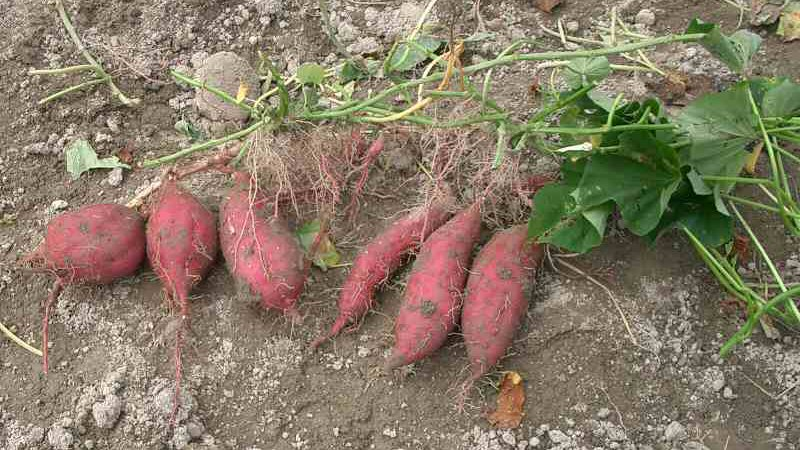
Rotschalige Sorte der Süßkartoffel (Ipomoea batatas), frisch geerntet

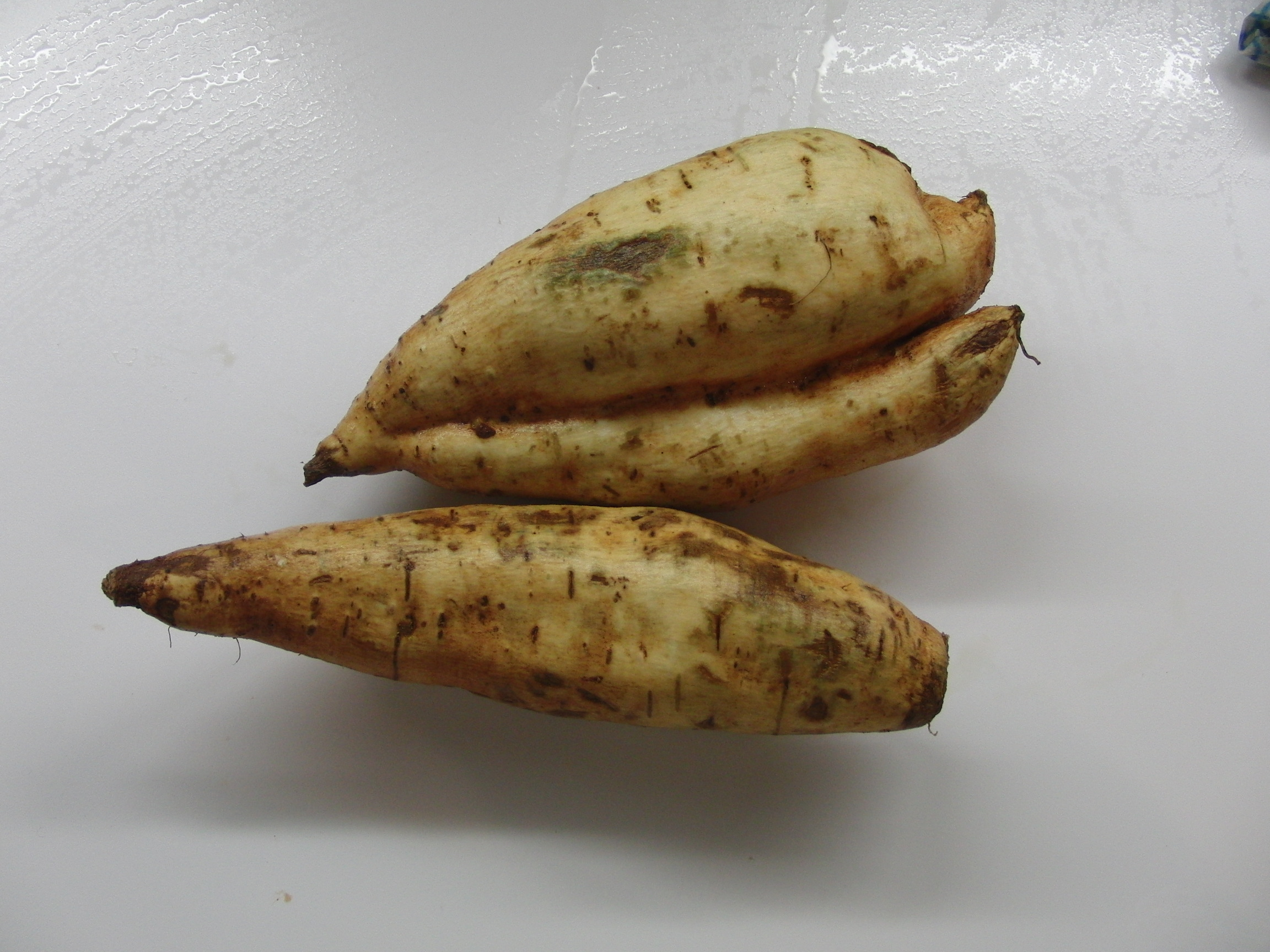
Weiße Süßkartoffel

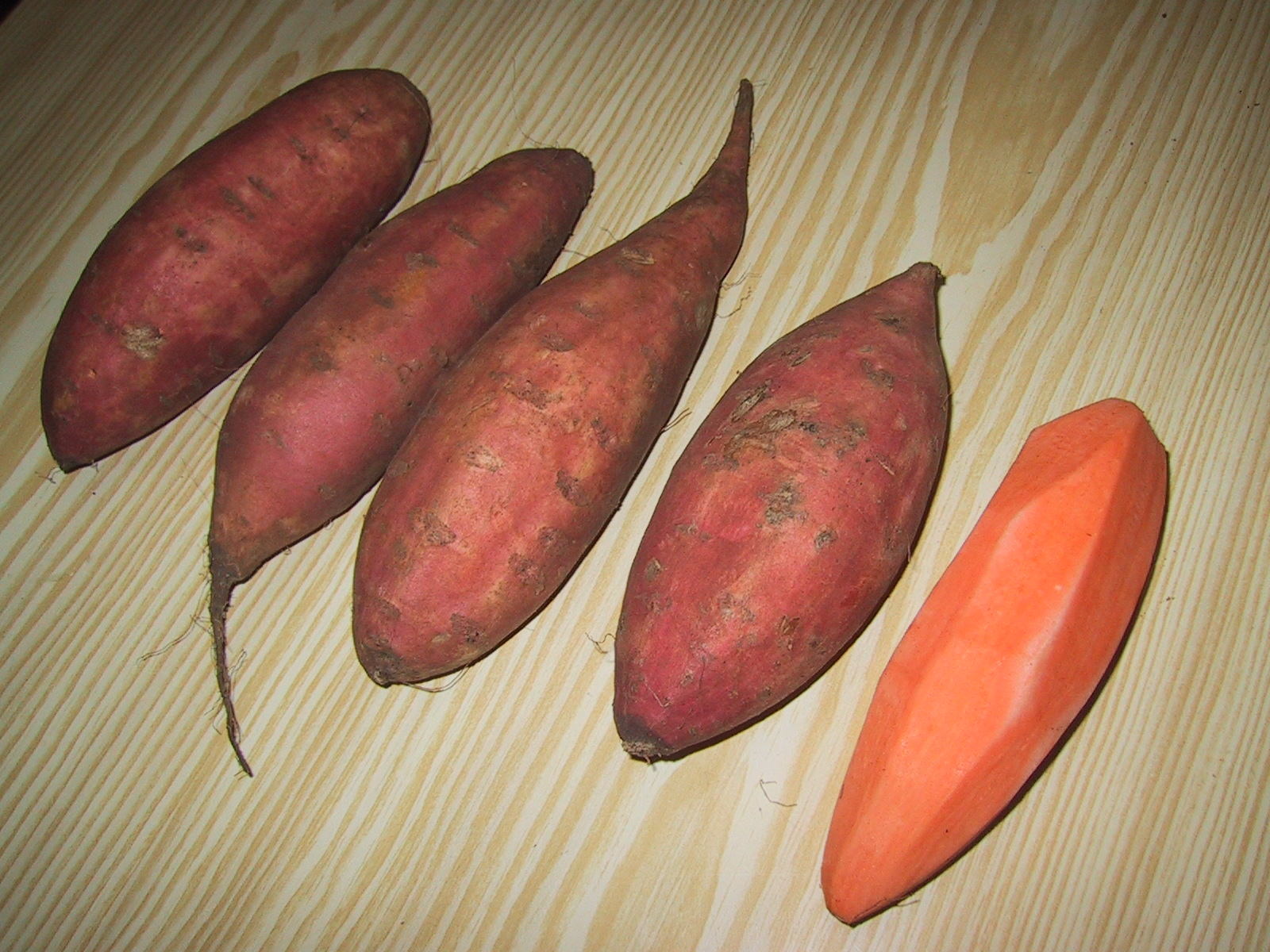
Die stärkespeichernden Süßkartoffeln, ungeschält und geschält

Die Süßkartoffel ist eine mehrjährige krautige Kletterpflanze, deren Stängel meist leicht sukkulent, selten schlank und krautig sind. Die Stängel liegen meist kriechend auf dem Boden auf und bilden an den Knoten Adventivwurzeln aus. Je nach Sorte kann die Gesamtlänge eines Stängels zwischen 0,5 und 4 Meter betragen, einige Kultivare bilden auch „Sprossen“ (botanisch exakter: neue junge Triebe) von bis zu 16 Meter Länge. Diese bilden jedoch keine unterirdischen Speicherorgane.
Die Laubblätter stehen schraubig entlang der Stängel. Der Blattstiel ist 5 bis 20 Zentimeter lang. Die Blattspreiten sind sehr variabel, 5 bis 13 Zentimeter lang, die Form ist herz-, nieren- bis eiförmig, rundlich oder dreieckig und spießförmig, der Rand kann ganzrandig, gezähnt oder oftmals auch 3- bis 7-fach gelappt, geschnitten bis geteilt sein. Meist sind die Blattflächen kahl, nur selten flaumig behaart, die Spitze ist abgerundet bis spitz. Die Blätter sind meistens grün gefärbt, jedoch können sie durch Einlagerung von Anthocyaninen besonders entlang der Blattadern violett gefärbt sein.

### Wurzelsystem
Ausgehend von verschiedenen Typen von Wurzeln (den Speicherwurzeln, Faserwurzeln oder den Bleistiftwurzeln) bildet das Wurzelsystem der Süßkartoffel Seitenwurzeln aus. Die Faserwurzeln (dünne Adventivwurzeln) entstehen vor allem in internodialen Bereichen und weisen eine typische vierteilige Struktur auf, in der je vier Xylem- und Phloem-Stränge das Leitgewebe bilden. Die dickeren Wurzeln (Bleistiftwurzeln) hingegen weisen eine fünf- oder sechsteilige Struktur auf; sie entspringen in den Knoten der unterirdischen Teile der Sprossachse. In Abhängigkeit von den Lebensbedingungen ober- oder unterhalb der Erdoberfläche können die Bleistiftwurzeln zu Speicherwurzeln werden. Ist jedoch beispielsweise der Stickstoffgehalt der Erde zu hoch oder der Sauerstoffgehalt zu niedrig, können aus Bleistiftwurzeln auch wieder Faserwurzeln werden.
Fertig ausgebildete Speicherwurzeln können in ihrer Form zwischen nahezu kugelförmig bis hin zu lang spindelförmig variieren, ihre Länge liegt zwischen wenigen Zentimetern bis hin zu 30 cm. Auch das Gewicht schwankt entsprechend zwischen nur etwa 100 g und mehreren Kilogramm. Die Schale der Speicherwurzeln wird vom Periderm gebildet, unter dem sich ein Ring aus sekundären Leitgewebefasern befindet. Das Periderm wird von einer dünnen Korkschicht abgeschlossen, welche glatt oder unregelmäßig gerippt sein kann. Das in der Mitte der Speicherwurzel befindliche Speichergewebe wird unregelmäßig von Tracheiden, Siebröhren und Milchröhren durchzogen. Die Milchröhren beinhalten einen weißen, klebrigen Milchsaft. Sowohl in der Schale als auch im Inneren der Speicherwurzel werden verschiedene Carotinoide und Anthocyanine abgelagert, sodass die Färbung jeweils zwischen weiß, gelb, orange, rosa oder violett variieren kann.

### Blütenstände und Blüten
Die zwittrigen, fünfzähligen und kurz gestielten Blüten stehen einzeln oder zu wenigen in gestielten, zymösen Blütenständen, die aus den Blattachseln entspringen und aufrecht stehen. Einige Sorten bilden nur selten oder nie Blüten aus. Die kleinen Kelchblätter sind länglich und spitz zulaufend und stachelspitzig sowie (selten nur 7) 10 bis 15 mm lang, meist fein behaart oder bewimpert. Die inneren drei sind etwas länger. Die 4 bis 7 cm lange, verwachsene und trichterförmige, gefaltete Krone, mit kürzerem Saum, kann lavendel bis violett-lavendel gefärbt sein, der Schlund ist meistens dunkler gefärbt, jedoch können auch weiße Kronen auftreten. Die eingeschlossenen Staubblätter sind ungleich lang mit drüsenhaarigen Staubfäden. Der zweikammerige Fruchtknoten ist oberständig mit einem relativ kurzen Griffel und zweilappiger, breiter Narbe. Es ist ein Diskus vorhanden.
Die Blüten öffnen sich vor Sonnenaufgang und bleiben für einige Stunden geöffnet. Noch am Vormittag schließen sie sich wieder und beginnen zu verwelken.

### Früchte und Samen
Früchte werden nur selten ausgebildet, es sind eiförmige bis rundliche, kahle bis behaarte, bräunliche Kapselfrüchte, die eine Größe von 5 bis 8 Millimeter erreichen. Sie enthalten ein oder zwei (bis vier), einseitig abgeflachte Samen, die schwarz oder rotbraun gefärbt, etwa rundlich und kahl sind und eine Länge von etwa 3 bis 4 Millimeter erreichen. Die Samenschale ist sehr hart und wird nur schwer von Wasser und Sauerstoff durchdrungen, so dass die Samen schwer keimen.

### Natürliche Transgenität
Eine genetische Untersuchung kultivierter Süßkartoffeln ergab, dass die Süßkartoffel eine natürliche transgene Nahrungspflanze ist. Die Chromosomenzahl beträgt 2n = 90.

## Krankheiten und Schädlinge

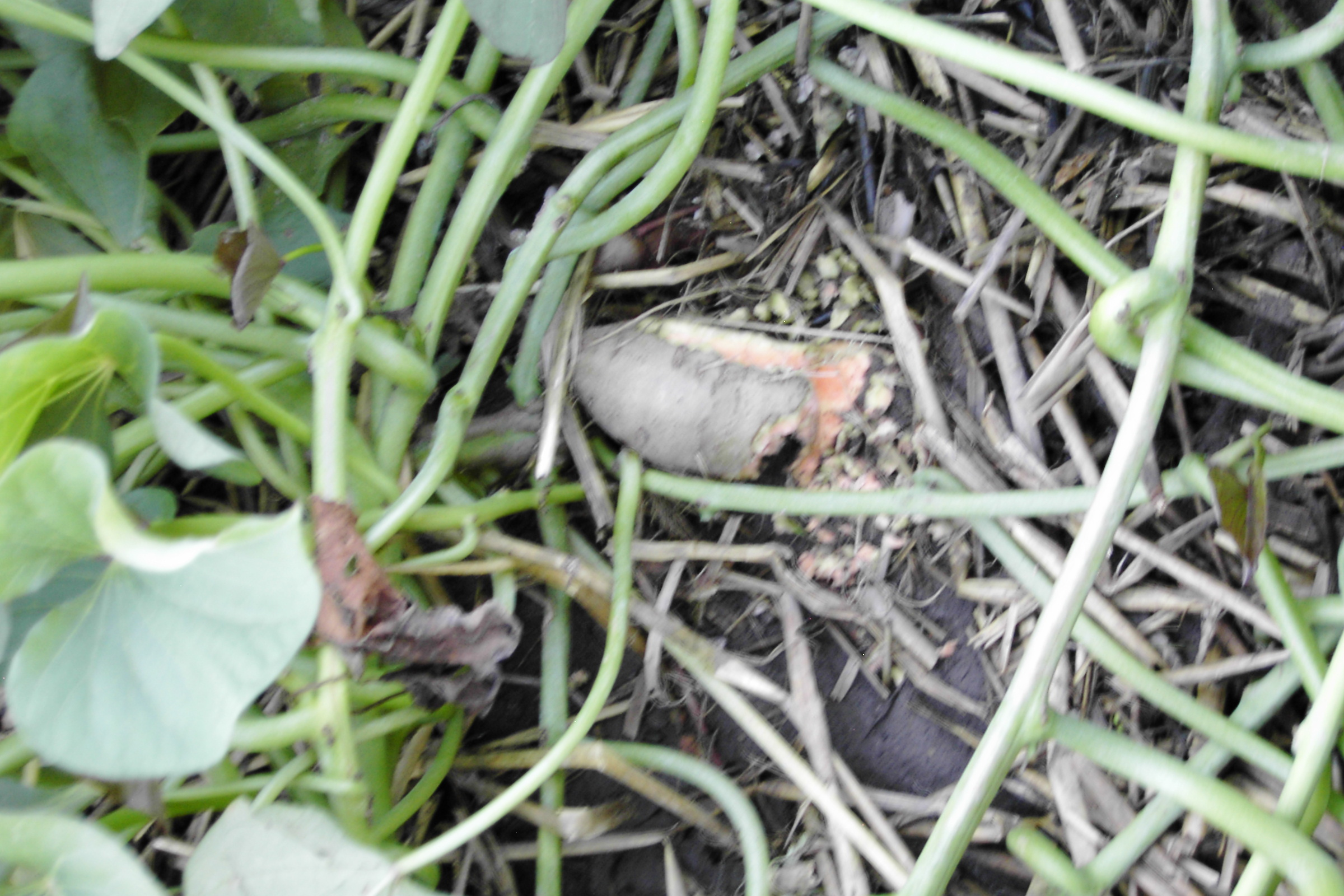
Mäusen schmeckt die Süßkartoffel auch

Auslöser für Krankheiten von Süßkartoffeln sind vor allem Pilze und Viren. Eine spezialisierte Form des Fusarium oxysporum (f. sp. batatas) löst Stängelfäule aus und ist in den USA eine Bedrohung der kultivierten Süßkartoffel. In tropischen Gebieten ist eine nicht auf die Süßkartoffel spezialisierte Form des gleichen Pilzes Ursache für Fäule an gelagerten Süßkartoffelknollen. Auch Fusarium solani verursacht ein ähnliches Schadbild. Ceratocystis fimbriata verursacht Krankheiten im Bereich der Wurzeln und unterirdischen Sprossteile, kann jedoch die Knollen bei der Lagerung angreifen. Eine weiche Fäule bei gelagerten Knollen wird von verschiedenen Rhizopus-Arten ausgelöst. Unter den Viren, die die Süßkartoffeln befallen, befinden sich verschiedene Mosaikviren und der Internal Cork Virus.
Zu den Fadenwürmern (Nematoda), die am häufigsten Süßkartoffeln befallen, gehören verschiedene Meloidogyne-Arten und Rotylenchulus reniformis. Diese befallen die Faserwurzeln, was zu einer geringen Ausbildung von Speicherwurzeln führt. Unter den Insekten, die die Süßkartoffel schädigen, ist Cylas formicarius das wirtschaftlich bedeutendste. Sowohl Larven als auch adulte Tiere fressen an den Wurzeln und auch an gelagerten Süßkartoffeln. Vor allem in trockeneren Regionen Südamerikas, der Karibik und im pazifischen Raum ist Euscepes postfasciatus als Schädling bedeutend, seine Larven und adulten Tiere ernähren sich von Wurzeln und Sprossteilen. Durch die Larven beider Insekten wird in den Knollen die Produktion von bitteren und giftigen Terpenoiden (Ipomeamaron, Ipomeamaronol, Ipomeanin, 4-Ipomeanol) ausgelöst, wodurch die Süßkartoffeln für den Menschen ungenießbar werden. In Indien, Malaysia und China ist zudem Omphisa anastomosalis verbreitet und richtet dort ähnlich großen Schaden an wie Cylas formicarius.
Mäuse können durch Fraßtätigkeit große Schäden anrichten.

## Verbreitung

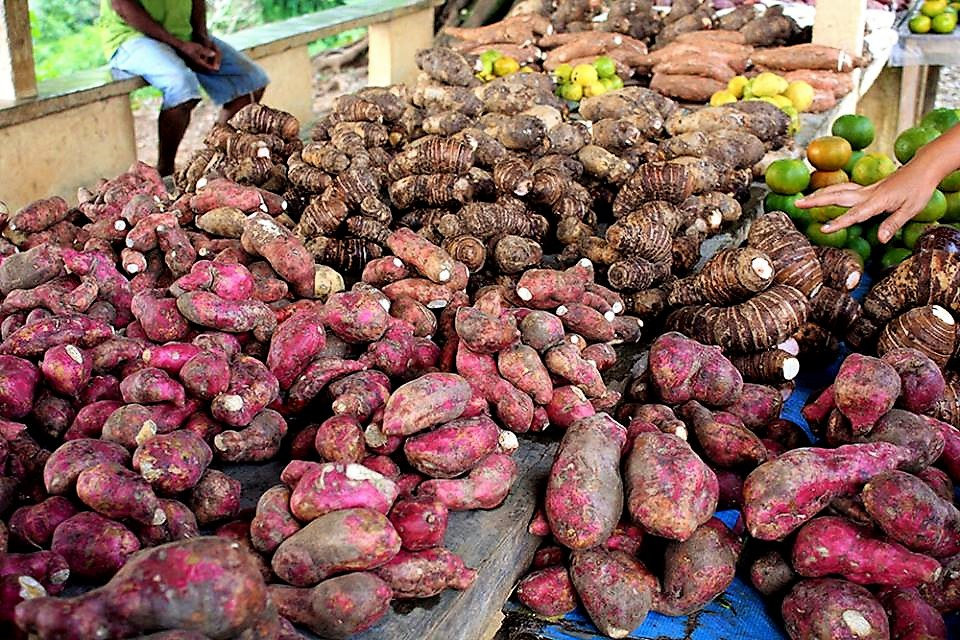
Süßkartoffeln auf einem Markt in Osttimor

Neuere Forschungen legen nahe, dass die Gattung Ipomoea im Paläozän in Asien entstanden ist. Laut Alexander von Humboldt ist die Wildform von Ipomoea batatas in Mittelamerika beheimatet. Sie wurde als Kulturpflanze von allen lateinamerikanischen Hochkulturen verwendet. Nach Südostasien wurde sie nach heutigen Erkenntnissen von den Spaniern im 16. Jh. gebracht, die sie in ihrer Kolonie auf den Philippinen eingeführt haben.
Freigelassene afrikanische Sklaven brachten die Süßkartoffel von Amerika nach Afrika. Sie wird heute in fast allen wärmeren Ländern der Tropen, Subtropen und gemäßigten Zonen der Erde angebaut.
In Deutschland ist der Bekanntheitsgrad der Süßkartoffel in den letzten Jahren gestiegen. Die bedeutendsten Lieferanten für den deutschen Markt sind die USA und Ägypten.
In Neuseeland, den anderen pazifischen Inseln und in Peru ist die Süßkartoffel als Camote oder auch als Kumara bekannt. Besonders schmackhaft sind sie als Pommes frites (Camote frito).

## Taxonomie und Systematik
Die Batate wurde 1753 von Carl von Linné in Species Plantarum Band 1 Seite 154 als Convolvulus batatas erstbeschrieben. Die Art wurde 1793 von Jean-Baptiste de Lamarck in Tableau Encyclopédique et Méthodique ... Botanique Band 1 Teil 2 (2) Seite 465 als Ipomoea batatas (L.) Lam. in die Gattung Ipomoea gestellt.
Es können mehrere Varietäten unterschieden werden:
- Ipomoea batatas var. apiculata (M.Martens & Galeotti) J.A.McDonald & D.F.Austin: Sie kommt nur im mexikanischen Bundesstaat Veracruz vor.[8]
- Ipomoea batatas var. batatas: Die Heimat ist Mexiko.[8]

## Kultivierung

### Vermehrung
Die Vermehrung der Süßkartoffel kann auf drei Wegen vorgenommen werden: durch Samen, durch Sprossstecklinge und durch die Speicherwurzeln. Da nur wenige Samen gebildet werden und diese schlechte Keimfähigkeiten besitzen, ist die sexuelle Vermehrung wirtschaftlich nicht von Bedeutung. Meist werden die Pflanzen durch etwa 30 bis 45 mm lange Sprossstecklinge vermehrt. Bei den Stecklingen werden die untersten Blätter entfernt und sie werden auf etwa 2/3 der Länge schräg in das Substrat gesteckt, so dass sich neue Wurzeln bilden können.
Um aus den Speicherwurzeln neue Pflanzen zu ziehen, werden meist mehrere Süßkartoffeln eng nebeneinander in Substrat gelegt. Aus den Wurzeln entstehen neue Sprosse, die, sobald sie eine Länge von 22 bis 30 cm erreicht haben, von den Speicherwurzeln abgeschnitten werden können, um sie auszupflanzen.

### Anbau
2018 wurden weltweit 91.945.356 Tonnen Süßkartoffeln von einer Anbaufläche von 8.062.737 Hektar geerntet. Der durchschnittliche Hektarertrag lag bei 114,04 Dezitonnen. Größter Produzent von Süßkartoffeln war die Volksrepublik China mit einer Jahresernte von 53 Millionen Tonnen, gefolgt von Malawi mit etwa 5,7 Millionen Tonnen und Nigeria mit 4,0 Millionen Tonnen. Die Jahresernte in Europa betrug zum Vergleich 93.432 Tonnen.
Die Hauptanbaugebiete der Süßkartoffel liegen zwischen 40° Nördlicher Breite und 32° Südlicher Breite. Am Äquator liegen die Anbaugebiete in Höhenlagen zwischen 0 und 3000 Metern. Optimale Wachstumsbedingungen herrschen bei einer Temperatur von 24 °C oder darüber, bei Temperaturen unter 10 °C ist das Wachstum stark eingeschränkt, bei Frost sterben die Pflanzen ab.
Die Pflanzen werden auf Erdhügeln oder in Erdwällen gepflanzt, um eine gute Durchlässigkeit des Bodens für Wasser zu gewährleisten. Erdhügel sollten dabei einen Durchmesser von etwa 60 cm haben und 90 bis 120 cm auseinander stehen, Erdwälle werden vor allem bei maschineller Bewirtschaftung genutzt, diese sind dann etwa 45 cm hoch und stehen in einem Abstand von 90 bis 120 cm, wobei die Pflanzen etwa alle 30 cm gesetzt werden können.
Innerhalb Europas wird die Batate hauptsächlich in Spanien, Portugal und Italien kultiviert. Der Anbau in Deutschland spielte aufgrund des hohen Wärmeanspruches traditionell keine Rolle. 2013 gab es eine erfolgreiche Studie zum Freilandanbau an der Hochschule für angewandte Wissenschaften Weihenstephan-Triesdorf. Im Jahr 2020 betrug die Anbaufläche etwa 200 Hektar, und der Ertrag zwischen 3.000 und 5.000 Tonnen.

## Wirtschaftliche Bedeutung
Im Jahr 2023 wurden laut Ernährungs- und Landwirtschaftsorganisation (FAO) der Vereinten Nationen weltweit 93,5 Millionen Tonnen Süßkartoffeln geerntet. Die zehn größten Produzenten ernteten zusammen 82,6 % der Welternte. China allein erntete mehr als die Hälfte der Welternte.
| Rang | Land                | Menge (in t) |
| ---- | ------------------- | ------------ |
| 1    | Volksrepublik China | 51.629.135   |
| 2    | Malawi              | 8.045.478    |
| 3    | Tansania            | 4.514.919    |
| 4    | Nigeria             | 4.084.518    |
| 5    | Angola              | 1.997.930    |
| 6    | Uganda              | 1.648.681    |
| 7    | Indonesien          | 1.559.181    |
| 8    | Ruanda              | 1.312.378    |
| 9    | Madagaskar          | 1.301.244    |
| 10   | Vereinigte Staaten  | 1.137.882    |
|      | Summe Top Ten       | 77.231.346   |

## Inhaltsstoffe
Der süßliche Geschmack der Bataten oder Süßkartoffeln beruht auf ihrem hohen Gehalt an Zucker. Darüber hinaus enthält die Knolle vor allem die Bataten- oder Süßkartoffelstärke. Bei einigen Sorten findet sich Blausäure in nachweisbarer, aber nach richtiger Zubereitung (Erhitzen) in für den Erwachsenen unbedenklicher Menge.
Studien zufolge können Wirkstoffe aus der Süßkartoffel die Insulinsensitivität verbessern. In Patienten mit Diabetes Typ 2 wurde eine Verbesserung der HbA1c-Werte nachgewiesen; für eine evidenzbasierte Empfehlung zum Einsatz der Süßkartoffel bei Diabetes Typ 2 reichen die Ergebnisse bisher (Stand: 2013) nicht aus.
| Vergleich der Inhaltsstoffe von Süßkartoffeln mit Kartoffeln und Mais                                                   | Vergleich der Inhaltsstoffe von Süßkartoffeln mit Kartoffeln und Mais | Vergleich der Inhaltsstoffe von Süßkartoffeln mit Kartoffeln und Mais | Vergleich der Inhaltsstoffe von Süßkartoffeln mit Kartoffeln und Mais | Vergleich der Inhaltsstoffe von Süßkartoffeln mit Kartoffeln und Mais | Vergleich der Inhaltsstoffe von Süßkartoffeln mit Kartoffeln und Mais |
| Inhaltsstoffe bezogen auf je 100 g Ausgangsstoff                                                                        | Süßkartoffel (gelbfleischig, roh, mit Haut)                           | Kartoffel (Knolle, roh, mit Haut)                                     | Mais (Korn, süß, gelb, roh)                                           |                                                                       |                                                                       |
| --- | --------------------------------------------------------------------- | --------------------------------------------------------------------- | --------------------------------------------------------------------- | --------------------------------------------------------------------- | --------------------------------------------------------------------- |
| Wasser | 78 g                                                                  | 75 g                                                                  | 76 g                                                                  |                                                                       |                                                                       |
| Brennwert | 360 kJ                                                                | 321 kJ                                                                | 360 kJ                                                                |                                                                       |                                                                       |
| Eiweiß | 1,6 g                                                                 | 2,0 g                                                                 | 3,2 g                                                                 |                                                                       |                                                                       |
| Fett | 0,1 g                                                                 | 0,1 g                                                                 | 1,2 g                                                                 |                                                                       |                                                                       |
| Kohlenhydrate | 20 g                                                                  | 19 g                                                                  | 19 g                                                                  |                                                                       |                                                                       |
| Stärke | 12,7 g                                                                | 15,0 g                                                                | k. A.                                                                 |                                                                       |                                                                       |
| Zucker | 4,2 g                                                                 | k. A.                                                                 | 3,2 g                                                                 |                                                                       |                                                                       |
| Ballaststoffe | 3,0 g                                                                 | 2,2 g                                                                 | 2,7 g                                                                 |                                                                       |                                                                       |
| Vitamine |                                                                       |                                                                       |                                                                       |                                                                       |                                                                       |
| Vitamin E | 260 µg (2 %)                                                          | 10 µg (0 %)                                                           | 70 µg (< 1 %)                                                         |                                                                       |                                                                       |
| Vitamin A | 14187 IE (89 %)                                                       | 0 IE (0 %)                                                            | 187 IE (1 %)                                                          |                                                                       |                                                                       |
| Beta-Carotin | 8509 μg (79 %)                                                        | 0 μg (0 %)                                                            | k. A.                                                                 |                                                                       |                                                                       |
| Vitamin C | 2,4 mg (3 %)                                                          | 19,7 mg (24 %)                                                        | 6,8 mg (8 %)                                                          |                                                                       |                                                                       |
| Vitamin K | 1,8 µg (2 %)                                                          | 1,9 µg (2 %)                                                          | 0,3 µg (< 1 %)                                                        |                                                                       |                                                                       |
| Vitamin B6 | 200 µg (15 %)                                                         | 295 µg (23 %)                                                         | 93 µg (7 %)                                                           |                                                                       |                                                                       |
| Thiamin (B1) | 100 µg (9 %)                                                          | 80 µg (7 %)                                                           | 200 µg (17 %)                                                         |                                                                       |                                                                       |
| Riboflavin (B2) | 100 µg (8 %)                                                          | 30 µg (3 %)                                                           | 55 µg (4 %)                                                           |                                                                       |                                                                       |
| Niacin (B3) | 0,6 mg (4 %)                                                          | 1,1 mg (7 %)                                                          | 1,7 mg (11 %)                                                         |                                                                       |                                                                       |
| Folsäure (B9) | 11 μg (3 %)                                                           | 16 µg (4 %)                                                           | 46 μg (12 %)                                                          |                                                                       |                                                                       |
| Mineralstoffe |                                                                       |                                                                       |                                                                       |                                                                       |                                                                       |
| Natrium | 55 mg (4 %)                                                           | 6 mg (< 1 %)                                                          | 15 mg (1 %)                                                           |                                                                       |                                                                       |
| Kalium | 337 mg (7 %)                                                          | 420 mg (9 %)                                                          | 270 mg (6 %)                                                          |                                                                       |                                                                       |
| Magnesium | 25 mg (7 %)                                                           | 23 mg (6 %)                                                           | 37 mg (10 %)                                                          |                                                                       |                                                                       |
| Calcium | 30 mg (3 %)                                                           | 12 mg (1 %)                                                           | 2 mg (< 1 %)                                                          |                                                                       |                                                                       |
| Phosphor | 47 mg (7 %)                                                           | 57 mg (8 %)                                                           | 89 mg (14 %)                                                          |                                                                       |                                                                       |
| Eisen | 600 µg (5 %)                                                          | 780 µg (6 %)                                                          | 520 µg (4 %)                                                          |                                                                       |                                                                       |
| Zink | 300 µg (3 %)                                                          | 290 µg (3 %)                                                          | 460 µg (4 %)                                                          |                                                                       |                                                                       |
| Angabe der empfohlenen Tagesmenge in Klammern in Prozent nach Dietary Reference Intake (DRI) bzw. Richtlinie 90/496/EWG |                                                                       |                                                                       |                                                                       |                                                                       |                                                                       |
| k. A.: keine Angabe |                                                                       |                                                                       |                                                                       |                                                                       |                                                                       |

## Verwendung

### Küche

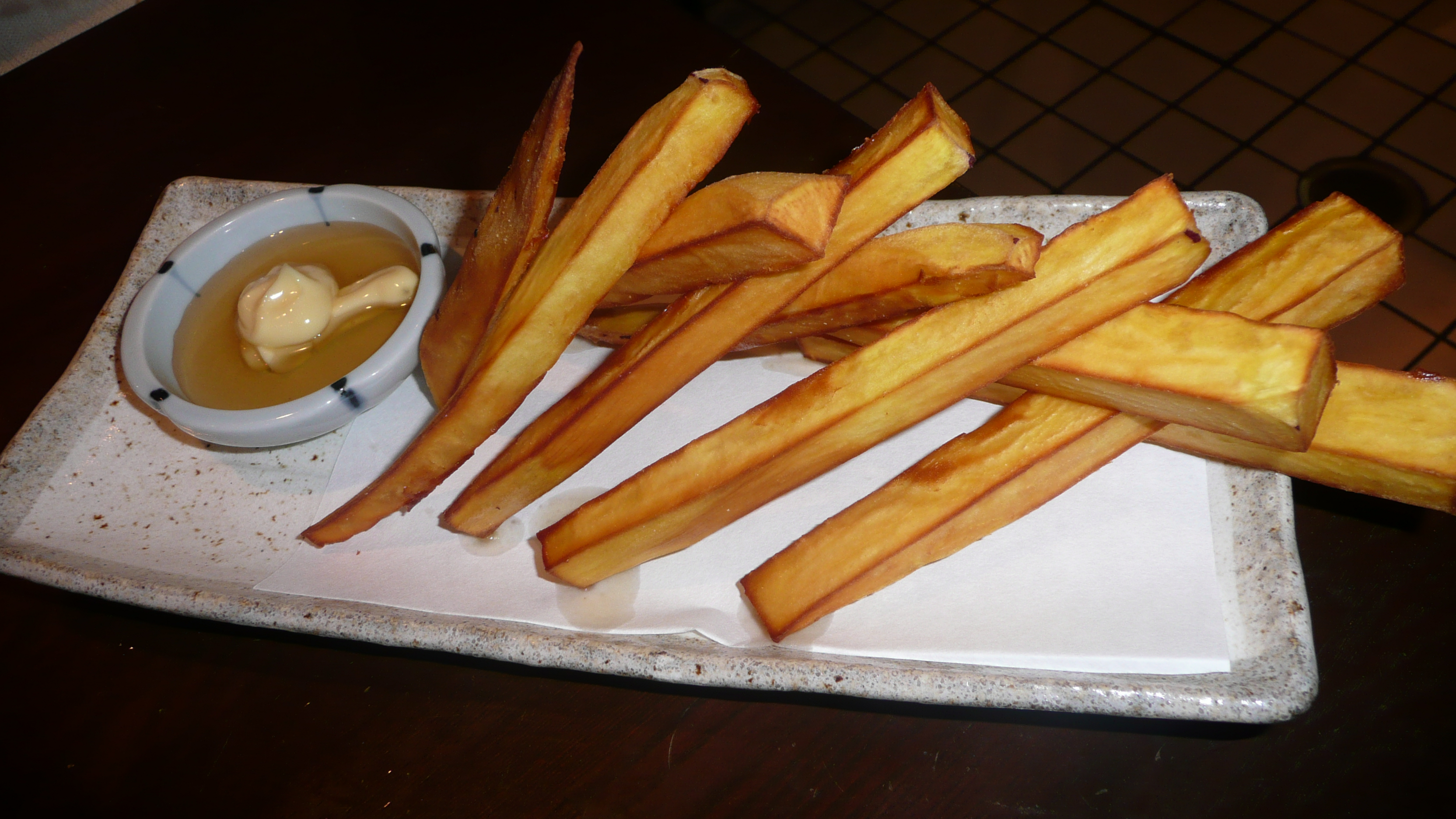
Japanische Süßkartoffel mit Honig und Mayonnaise in einem Restaurant in Tokio

Die Knollen werden ähnlich wie Kartoffeln in gewaschenem und gegebenenfalls geschältem Zustand gekocht, gebacken, frittiert, überbacken oder gebraten. Die ungeschälte Zubereitung im Ofen ist ebenso möglich. Der Geschmack bleibt dabei gut erhalten. Auch im Mikrowellenherd kann sie mit Schale gegart werden. Gebackene Süßkartoffeln gehören zum traditionellen Truthahn-Menü, das in den USA zu Thanksgiving gegessen wird. In der asiatischen, vor allem in der koreanischen Küche, werden Süßkartoffeln vielfach verwendet und damit auch Nudeln hergestellt, die dort zum beliebten Japchae zubereitet werden. In Japan werden Süßkartoffeln für Süßspeisen wie den Yōkan verwendet, oder als geröstete Süßkartoffel als Zwischenmahlzeit gegessen. Ein typisches alkoholisches Getränk, das daraus gewonnen wird, ist Imojōchū in Japan und Soju in Korea. Das Kraut der Süßkartoffel, insbesondere die Blätter, wird in Afrika ähnlich wie Spinat zubereitet und oft als Beilage zu den Bataten serviert.
Rohverzehr ist auch möglich (wenn man sich vorher vergewissert, dass man Exemplare mit geringem Blausäuregehalt verwendet).

### Weltraumexpedition
Da die Süßkartoffel hohe Mengen an Energie pro Fläche und Anbauzeit und Nährstoffen speichert und sich gut an äußere Umstände anpassen kann, wurde sie von der NASA als mögliche Nutzpflanze für längere Weltraumexpeditionen, beispielsweise zum Mars, ausgewählt.

### Zierpflanze
Die Schlingpflanze kann auch zur Begrünung von kahlen Stellen eingesetzt werden und zur Verschönerung von Hausfassaden.

## Trivialnamen
Für die Süßkartoffel bestehen die weiteren deutschsprachigen Trivialnamen Bataton, Pataten, Patatos und Potaten.